# جک (بابون)

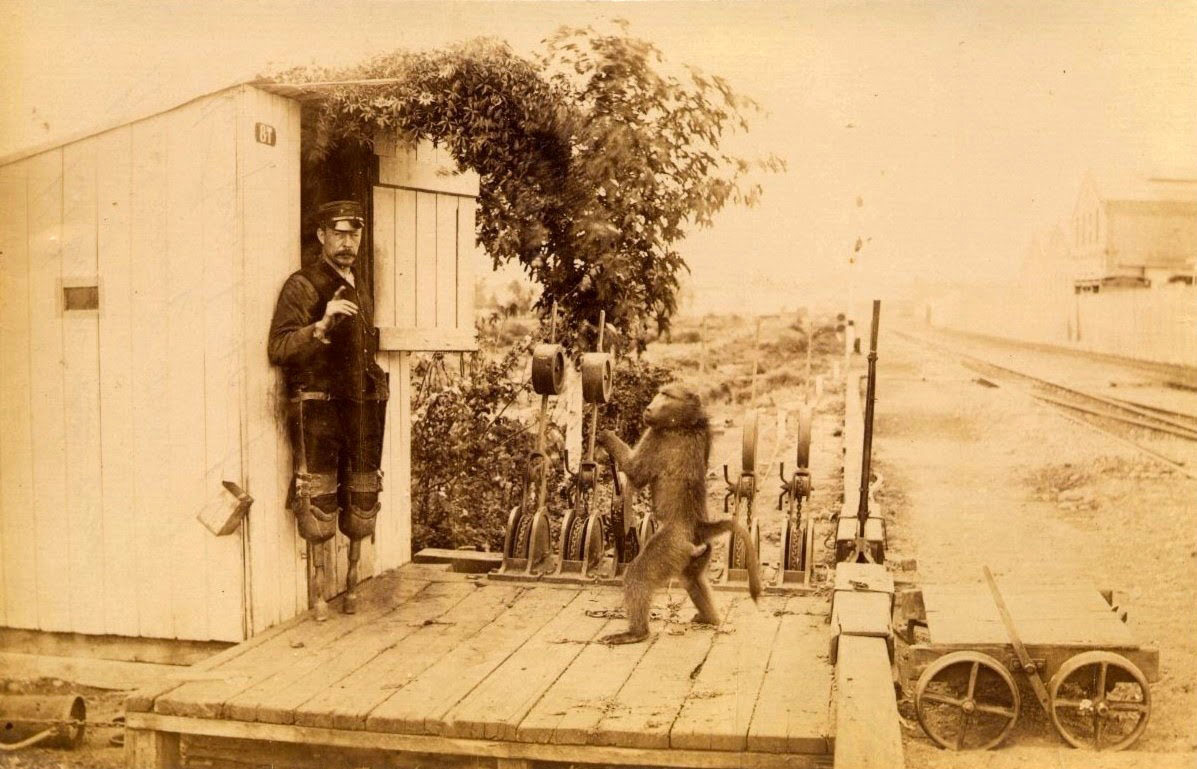
جیمز واید و جک

جَک (انگلیسی: Jack) عنتری دم‌کوتاه بود که به‌عنوان دستیار یک دیدبان قطار معلول در آفریقای جنوبی شهرت یافت.
جک دستیار و حیوان خانگی جیمز واید، دیدبان قطار مسیر کیپ‌تاون به پورت الیزابت بود. جیمز واید، که در حادثهٔ تصادف با ماشین ریلی هر دو پایش را از دست داده بود،
بابون دماغه‌ای به نام جک را خرید تا به او در انجام وظایفش کمک کند.
صاحب سابق جک کشاورزی بود که به او یاد داده بود چگونه یک گاو و گاری‌ای که به آن بسته شده را هدایت کند.
جک یاد گرفت چگونه ویلچر جیمز را به جلو هدایت کند و علائم دیدبانی را تحت نظارت جیمز راه بیندازد.
پس از آنکه عده‌ای از مردم از دیدن اینکه یک عنتر دم‌کوتاه علائم راه‌آهن را در اویتنهاگ عوض می‌کند هراسان شدند، راه‌آهن تحقیقی رسمی در مورد جک آغاز کرد.
جک امتحان دیدبانی راه‌آهن شامل فرستادن علائم متناسب با سوت قطار را با موفقیت پشت سر گذاشت.
پس از اینکه توانایی جک در کنترل علائم راهنمایی ثابت شد، راه‌آهن تصمیم گرفت جک را رسماً استخدام کند. حقوق جک روزانه بیست سنت به‌علاوهٔ نصف بطری آبجو در هفته تعیین شد. بنابر گزارش‌ها جک در ۹ سال فعالیتش در راه‌آهن مرتکب هیچ اشتباهی نشد.
پس از ۹ سال خدمت، جک در سال ۱۸۹۰ در اثر بیماری سل درگذشت. جمجمهٔ جک در مجموعهٔ موزهٔ آلبانی در آفریقای جنوبی قرار دارد.